# 世泰親王
世泰親王（よやすしんのう/ときやす―、生没年不詳）は、南北朝時代の南朝の皇族。長慶天皇の皇子（第一皇子か）で、母は某氏教子と推定される。
生前の事績については一切不明であり、わずかに『新葉和歌集』哀傷･1389-1390の贈答歌と詞書によって、親王の名が知られているに過ぎない。
| 御製 |

| 従二位教子 |

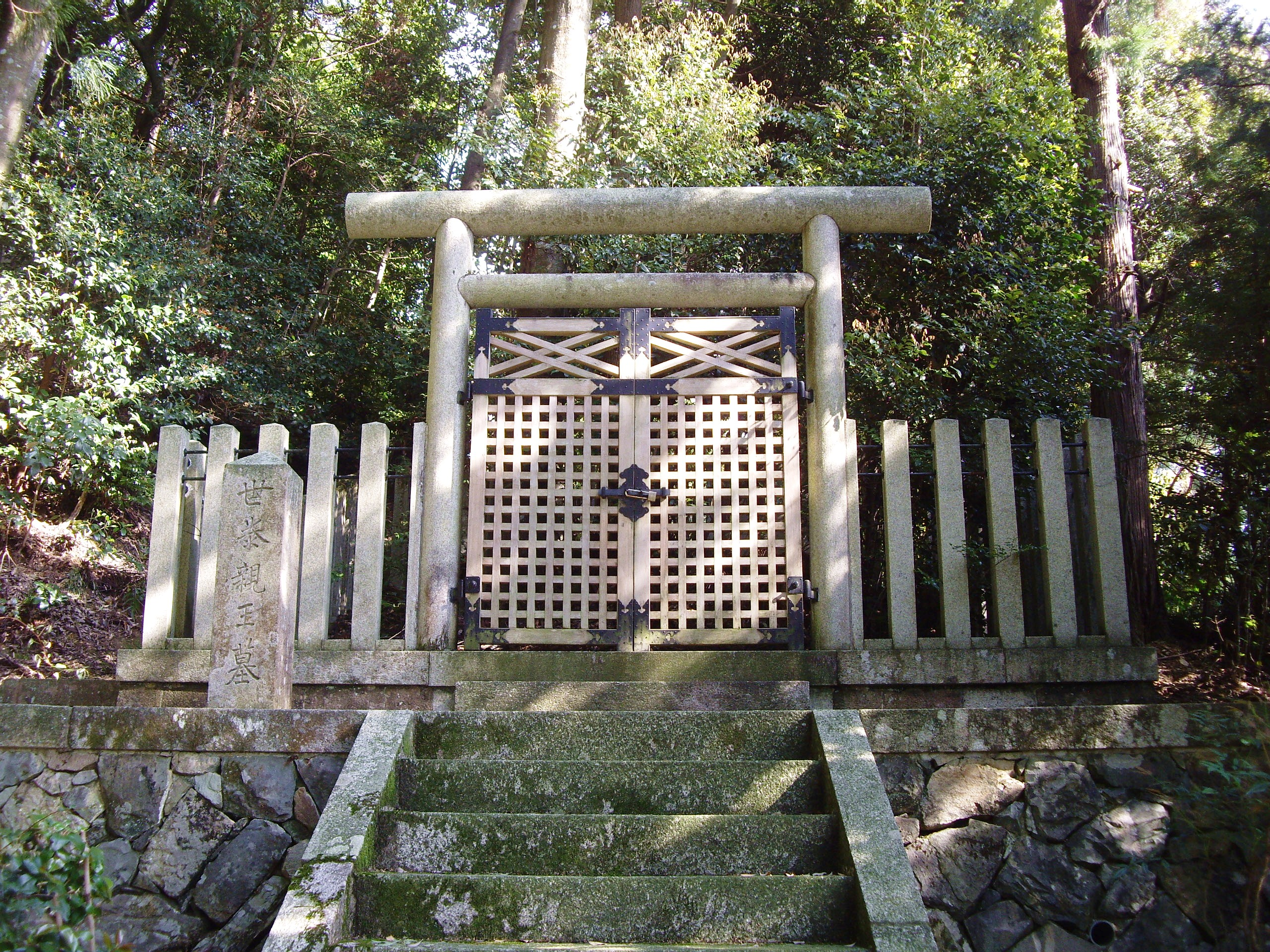
世泰親王墓

すなわち、親王が薨去して如意輪寺に葬られた翌年、教子が寺に籠って冥福を修していたところ、長慶天皇が御製を賜ってこれを慰め、教子も和歌を奉答したという。二首が親王の冥福時の贈答であることに加え、子に先立たれた人々の歌群に属することから考えても、作者の天皇と教子を親王の父母と解釈するのが最も自然である。また、如意輪寺に葬られているので、薨去の時期は吉野に行宮が置かれた文中2年/応安6年（1373年）秋から天授4年/永和4年（1378年）の間となろう。
なお、近世には、『新葉集』中の「御製」を全て後亀山天皇の作と取り違えていたため、親王も同天皇の皇子と誤られていた。中には、一品大宰帥（南朝系図･『系図纂要』）あるいは東宮（『南朝公卿補任』）として、天授3年7月10日（1377年8月14日）に18歳で薨去したと記すものもあるが、何れも根拠のない俗説である。
如意輪寺（奈良県吉野町）裏手の親王墓は1879年（明治12年）10月に治定され、隣接する後醍醐天皇塔尾陵とともに現在宮内庁の管理下にある。ただし、『吉野名勝誌』（1911年）は、この治定墓が楠木正行の髻塚であると指摘し、実際の墓は如意輪寺付近の「児童松」という地に葬ったとの古老の伝を紹介している。